# Mario Morán
Mario Morán (6 de agosto de 1992, Puebla) é um ator mexicano de tv e de filmes. Entre seus trabalhos mais conhecidos estão as telenovelas La doña, Pasión y poder, La Rosa de Guadalupe, Como dice el dicho e o filme No manches Frida, versão mexicana da comédia alemã Fack ju Göthe.

## Biografia
O interesse pela atuação surgiu aos 17 anos, quando decidiu dedicar-se a atuar, tudo porque sua irmã tinha um reality show na Televisa, o que ele normalmente ia ver-la, quando viu o estúdio de gravação e as luzes, ele ficou fascinado. Para começar seu sonho, ele teve aulas de cinema, televisão e teatro até ter a oportunidade de fazer teste no Centro de Educação Artística (CEA) da Televisa.
Foi no terceiro teste onde as oportunidades de atuar, enquanto ele estava no CEA, foi fazendo teste de elenco que ele conheceu o produtor de "Como dice el dicho", e depois de ver algumas de suas obras, convidou-o a participar. Dentro da tela pequena, ele descobriu seu gosto por interpretar vilões.

## Carreira
Ele estreou no teatro encenação de "Sexo Sexo Sexo, el musical", com o qual foi apresentado em duas temporadas de sucesso em Puebla e com o qual visitou mais de 70 escolas públicas para aumentar a conscientização sobre a responsabilidade da sexualidade em pessoas jovens. Logo depois que ele atuou com o mesmo trabalho na Cidade do México, no Forum Sylvia Pasquel em um período de 16 semanas de temporada, igualando o mesmo sucesso de Puebla. Além disso, este trabalho entrou em turnê em cidades como Villahermosa, Cancún e Guanajuato, entre outros.
Na televisão participou na Televisa em "La Rosa de Guadalupe" e "Como dice el dicho". Ele estrelou no filme "Shhh!" que estreou no Festival Internacional de Cinema de Acapulco (FICA) em 2013. Ele também apareceu em "No Manches Frida" ao lado de Martha Higareda e Omar Chaparro.
Ele interpretou o papel de Jorge Perez na novela "Pasión y Poder" da Televisa.
Ele interpretou o papel de Emiliano Cabral na novela "La doña", produzido pela Argos studios para a Telemundo.
Ele também irá aparecer no filme "Mas Alla de La Herencia" ao lado de Dulce María e Carmen Aub.
Em 2017 entrou para a telenovela Muy padres interpretando um dos protagonistas, Alan.

## Filmografia

### Filmes
| Título                  | Ano  | Personagem | Notas        |
| ----------------------- | ---- | ---------- | ------------ |
| Shhh!                   | 2014 | Victor     |              |
| No manches Frida        | 2016 | Cristobal  |              |
| Mas Alla de La Herencia | 2018 | Ariel      | Pós-produção |

### Televisão
| Título               | Ano     | Personagem                 | Notas                            |
| -------------------- | ------- | -------------------------- | -------------------------------- |
| La rosa de Guadalupe | 2012    | Moisés                     | Episódio: La oportunidad de amar |
| Como dice el dicho   | 2013-16 | Vários papéis              | 5 episódios                      |
| Pasión y poder       | 2016    | Jorge                      |                                  |
| La Doña              | 2016-17 | Emiliano Cabral            |                                  |
| Muy padres           | 2017-18 | Alan de Garay Álvarez      |                                  |
| Hijas de la luna     | 2018    | Mauricio Iriarte San Román |                                  |